# 粗糙纺锤螺
粗糙纺锤螺（学名：Fusinus fragosusw）是新腹足目細帶螺科纺锤螺属的一种海螺。

## 分佈
主要分布于中国大陆的南中國海海域，常栖息在潮下带。

## 外部連結
- 維基物種上的相關：粗糙纺锤螺